# Charles Wegelius
Charles Wegelius (Espoo, Finlandia, 26 de abril de 1978) es un exciclista profesional británico. Compitió por importantes equipos como el Mapei-Quick Step, el Liquigas y el Omega Pharma-Lotto. Fue un habitual en las plantillas para las grandes vueltas completando siempre buenas actuaciones.

## Biografía
Durante el Campeonato Mundial de Ciclismo en Ruta de 2005 en Madrid, Charles Wegelius y Tom Southam tenían la función de proteger a su líder Roger Hammond, velocista del equipo. Sin embargo, los dos corredores británicos tiraron del pelotón durante los primeros 100 kilómetros de la carrera, a pesar de que los directores del equipo de Gran Bretaña no dieron ninguna orden al respecto.
Este hecho provocó la reacción de la Federación Británica y excluyó a Charles Wegelius y Tom Southam de cualquier selección para el equipo nacional. En 2013 reconoció haber recibido 2500 euros por tirar del pelotón en favor del equipo italiano que quería controlar la carrera y permitir Alessandro Petacchi ganar el título mundial. 
En la temporada 2011 firmó un contrato con el equipo Continental Profesional estadounidense UnitedHealthcare Pro Cycling Team y tras ese año se retiró del ciclismo activo. En 2012 se convirtió en director deportivo del Garmin-Sharp para ayudar al equipo sobre todo en las carreras italianas.
En 2013 publicó junto con Tom Southam, otro exciclista profesional, su biografía llamada Gregario.

## Palmarés
1999 (como amateur)
- 1 etapa del Tour de Thuringe
- 2.º en el Campeonato Europeo en Contrarreloj sub-23

## Resultados en Grandes Vueltas y Campeonatos del Mundo
| Carrera         | Carrera         | 2000 | 2001 | 2002  | 2003 | 2004 | 2005 | 2006 | 2007 | 2008 | 2009  | 2010 | 2011 |
| --------------- | --------------- | ---- | ---- | ----- | ---- | ---- | ---- | ---- | ---- | ---- | ----- | ---- | ---- |
|                 | Giro de Italia  | —    | —    | —     | 50.º | 47.º | 46.º | 58.º | Ab.  | 69.º | 105.º | 29.º | —    |
|                 | Tour de Francia | —    | —    | —     | —    | —    | —    | —    | 45.º | —    | 59.º  | Ab.  | —    |
|                 | Vuelta a España | —    | —    | 109.º | —    | —    | 61.º | Ab.  | —    | —    | Ab.   | —    | —    |
| Mundial en Ruta | Mundial en Ruta | 80.º | 81.º | —     | Ab.  | Ab.  | Ab.  | —    | —    | —    | —     | —    | —    |

—: no participa
Ab.: abandono

## Equipos
- Linda McCartney Racing Team (1999)[3]
- Mapei-Quick Step (2000-2002)
- De Nardi (2003-2004)
  - De Nardi-Colpack-Astro (2003)
  - De Nardi (2004)
- Liquigas (2005-2008)
  - Liquigas-Bianchi (2005)
  - Liquigas (2006-2008)
- Lotto (2009-2010)
  - Silence-Lotto (2009)
  - Omega Pharma-Lotto (2010)
- UnitedHealthcare Pro Cycling Team (2011)